# Arcidiecéze bělehradská
Arcidiecéze bělehradská (latinsky Archidioecesis Belogradensis) je římskokatolická diecéze v Srbsku. Arcidiecéze má dvě sufragánní diecéze: subotickou a zrenjaninskou. Katedrálním kostelem je od roku 1988 kostel Nanebevzetí P. Marie v Bělehradu. Současným bělehradským arcibiskupem je od roku 2022 László Német.

## Stručná historie
Jejím předchůdcem je biskupské sídlo Singidunum, doložené ve 4. století. Po jejím zániku byla diecéze obnovena až v roce 1290 a uvádí se jako diecéze Alba Graeca, Alba Bulgarica nebo Nandoralba. Až v 15. století se stala diecézí bělehradskou. V roce 1729 byla diecéze aeque principaliter sloučena s diecézí Smederevo. Podle konkordátu z roku 1914 se stala arcidiecézí, která je od roku 1986 metropolitní.